# Aiken Cove
Die Aiken Cove ist eine Bucht an der Nordküste Südgeorgiens im Südatlantik. Am nördlichen Ende der Thatcher-Halbinsel liegt sie am Westufer der Bucht Maiviken.
Das UK Antarctic Place-Names Committee benannte sie 2020. Namensgeber ist der von den Falklandinseln stammende John Aiken (1889–1954), der als Schiffsjunge an der Schwedischen Antarktisexpedition (1901–1903) unter der Leitung Otto Nordenskjölds teilnahm und dabei zu einer Gruppe gehörte, die nach einer Anlandung am 21. Mai 1902 das Gebiet um die Bucht Maiviken erkundete.